# Peter Donnelly
Sir Peter James Donnelly   (* 15. Mai 1959 in Brisbane) ist ein britisch-australischer Statistiker und emeritierter Hochschullehrer an der Universität Oxford (Anwendungen der Statistik in der Genetik).

## Leben
Donnelly wuchs in Brisbane auf als Sohn des Wirtschaftswissenschaftlers und Finanzberaters Austin Donnelly. Seine Schwester Melda ist eine australische Fondsmanagerin und Bankerin. Peter Donnelly studierte an der University of Queensland, an der er 1980 die Universitätsmedaille erhielt, und als Rhodes Scholar an der Universität Oxford (Balliol College). Er wurde bei  John Kingman und Dominic Welsh promoviert (Dissertation: Some interactive particle systems) und wurde 1988 Professor am Queen Mary College. 1994 wurde er Professor und Leiter der Abteilung Statistik an der University of Chicago und 1996 bis 2001 stand er der Abteilung Statistik an der Universität Oxford vor, an der er inzwischen emeritiert ist. 2007 bis 2017 war er Direktor des Wellcome Trust Centre for Human Genetics (WTCHG) in Oxford. Außerdem ist er Fellow des St. Anne's College in Oxford.

## Werk
Donnelly befasst sich mit Anwendungen der Stochastik in der Biologie und Medizin, wobei er eng mit Biologen zusammenarbeitet und neue statistische Methoden entwickelte. So arbeitete er über die Evolution des Menschen und menschlicher Populationen anhand der Entwicklung und Mutationsrate der mitochondrialen DNA und über die medizinische Behandlung von Erbkrankheiten. So fand er mit Kollegen durch die Genanalyse von 2000 kaukasischen Bewohnern Großbritanniens mittleren Alters, die über Generationen in derselben Gegend wohnten, dass die Kelten – etwa in Nordirland, Schottland, Nord- und Süd-Wales, Devon und Cornwall – in Großbritannien keine genetisch einheitliche Gruppe bildeten, einzelne Regionen aber sehr wohl anhand ihrer Gene unterschieden werden können (vielfach den um 600 gebildeten angelsächsischen Königreichen entsprechend). Weiterhin zeigte die Studie, dass die Angelsachsen  die Briten nicht auslöschten, sondern sich mit ihnen vermischten.  2019 war er an einer analogen Studie über die Bevölkerung der iberischen Halbinsel beteiligt. Dabei konnten sie eine allgemeine West-Ost-Differenzierungsachse feststellen, teilweise sehr kleinräumige (10 km) Differentiation z. B. in Galizien, Vermischung infolge der islamischen Eroberung besonders in der Zeit von 860 bis 1120 n. Chr. und klare Hinweise auf historische Nord-Süd-Migrationen sowohl infolge der islamischen Eroberung als auch der Rückeroberung.
Er untersuchte 2012  Mutationen von Streptococcus pneumoniae, der Lungenentzündung bei Kindern verursacht und gegen den 2000 in den USA ein effektiver Impfstoff PCV7 eingesetzt wurde, und fand fünf Fälle von Mutationen über Rekombination der Gene der Bakterien durch simultanen Austausch relativ großer DNA-Fragmente (bis zu Sequenzen von mindestens 44 Kilo-Basen), wobei sich eine Variante relativ schnell über die USA ausbreitete.
Donnelly war an einer Studie von 2011 beteiligt, die genetische Risiken für Multiple Sklerose aufdeckte, darunter in erster Linie eine Variation in den Genen für den MHC.
2021 war er an der Analyse der Genomunterschiede von Schnabeltier und Ameisenigel (den einzigen eierlegenden Säugetieren) zu anderen Säugetieren beteiligt.
Er gilt als Experte für den DNA-Fingerabdruck und trat vielfach als Experte vor Gericht auf. Donnelly war an einer Reihe großer Gen-Projekte beteiligt wie dem HapMap-Projekt, einem internationalen Projekt zur Modellierung der genetischen Variation bei Menschen und zur Identifizierung von für Gesundheit und Krankheiten wichtigen Genen, und dem Wellcome Trust Control Consortium. Er war auch an der Gentypisierung der UK Biobank beteiligt.
2019 veröffentlichte er über die Sequenzierung des menschlichen Genoms mit Nanoporen-Technologie, genetische Fehler aus der Meiose, die sich aus der genetischen Analyse einzelner Spermien feststellen lassen, und genetischen Risiken für Schizophrenie.
2000 gründete er mit Kay Davies und Frances Ashcroft das interdisziplinäre Oxford Centre of Gene Function. 2014 gründete er mit drei weiteren Genomics plc., deren Chief Executive Officer er ist (2020).

## Ehrungen und Mitgliedschaften
1995 wurde Donnelly Fellow des Institute of Mathematical Statistics. Er ist Fellow der Royal Society und der Academy of Medical Sciences. 2008 erhielt er den Weldon Memorial Prize. 2021 erhielt er die Gabor Medal der Royal Society für Pionierarbeit in der Genom-Revolution der Erforschung menschlicher Krankheiten, wobei er das Verständnis meiotischer Rekombination transformierte, und für die Entwicklung neuer statistischer Methoden (Laudatio). 2019 wurde Donnelly geadelt, 2022 wurde er Ehrendoktor der Universität Melbourne. Ebenfalls 2022 erhielt er den William Allan Award.

## Schriften (Auswahl)
Außer den in den Fußnoten zitierten Arbeiten
- mit A. I. Young, F. L. Wauthier: Identifying loci affecting trait variability and detecting interactions in genome-wide association studies, Nature Genetics, Band 50, 2018, S. 1608–1614